# Дарма, Лидия Ивановна
Лидия Ивановна Дарма (24 февраля 1938 — 28 июня 2024) — вязальщица Ворошиловградской трикотажной фабрики имени ХХV съезда КПСС, лауреат Государственной премии СССР.

## Биография
Родилась 24 февраля 1938 года в с. Кульчанка Криворожского района Ростовской области. Член КПСС.
С 1955 по 1969 год работала сначала разнорабочей, затем крановщицей на Ворошиловградском машиностроительном заводе имени А.Я. Пархоменко, Ворошиловградском тепловозостроительном заводе имени Октябрьской революции, Ворошиловградском автосборочном заводе.
В 1969—2000 годах — ткачиха, вязальщица Ворошиловградской трикотажной фабрики имени ХХV съезда КПСС/ ЗАО Луганская фирма «Лутри».
Награждена орденами Трудового Красного Знамени (1974), Ленина (1977), Октябрьской Революции (1986).
За большой личный вклад в увеличение выпуска и улучшение качества товаров народного потребления была в составе коллектива удостоена Государственной премии СССР за выдающиеся достижения в труде 1983 года.
Делегат XXVII съезда КПСС.
Почётный гражданин Луганска.
Жила в Луганске.
Умерла 28 июня 2024 года в возрасте 86 лет.